# ホセバ・デル・オルモ
ホセバ・デル・オルモ・ガルシア（Joseba del Olmo García、1981年6月20日 - ）は、スペイン・バスク州ビスカヤ県バラカルド出身の元サッカー選手。現役時代のポジションはFW（ウイング）。

## 経歴
1999年から2004年までは、テルセーラ・ディビシオン（4部）以下のリーグでプレーしていた。2004年にセグンダ・ディビシオンB（3部）のセスタオ・リベル・クラブに移籍し、2007年にはセグンダ・ディビシオン（2部）のSDエイバルに移籍し、36試合に出場して5得点した。2008年6月、30万ユーロの移籍金でアスレティック・ビルバオに加入した。9月21日のレアル・バリャドリード戦でプリメーラデビューした。2009年1月25日のUDアルメリア戦で初得点した。2008-09シーズンは途中出場が中心で11試合に出場。ビルバオとの契約が満了したため、シーズンオフにエルクレスCFへ移籍した。

## 所属クラブ
- 1999-2000  スポルティング・ルチャナ
- 2000-2002  アレナス・ゲチョ
- 2002-2004  SDレモナ
- 2004-2006  バラカルドCF
- 2006-2007  セスタオ・リーベル・クルブ
- 2007-2008  SDエイバル
- 2008-2009  アスレティック・ビルバオ
- 2009-2011  エルクレスCF

2010-2011 → SDポンフェラディーナ (Loan)
- 2012-2013  SDエイバル
- 2013-2014  CDラウディオ
- 2014-2015  CDラグン・オナク